# Есипович, Яна Вячеславовна
Я́на Вячесла́вовна Есипо́вич (род. 1979, Таллин, Эстонская ССР) — российская актриса театра и кино.

## Биография
Яна Есипович родилась 3 сентября 1979 года в Таллине. Среднее образование получила в Таллинской центральной русской гимназии.
В подростковом возрасте работала в Русском драматическом театре в Таллине. Также работала в Центре драматургии и режиссуры п/р А. Казанцева и М. Рощина и Центре им. В. Мейерхольда.
Окончила Российскую академию театрального искусства (ГИТИС). Ныне работает в Театре-студии Олега Табакова.
Увлекается созданием авторских кукол.

## Награды
- 1997 — Лауреат Государственной премии «Благовест» в области культуры и искусства Эстонии в номинации «Лучшая женская роль» за роль Энни в спектакле «Энни из зелёных холмов»
- 1999 — Лауреат Всероссийского Пушкинского конкурса чтецов за декламацию поэмы «Руслан и Людмила»
- 2004 — Лауреат премии О. Табакова за спектакль «Когда я умирала» (реж. — М. Карбаускис)
- 2007 — Лауреат молодёжной поощрительной премии «Триумф».
- 2012 — XVIII Российский кинофестиваль «Литература и кино» в Гатчине: Диплом за лучшую женскую роль в фильме «Суходол»[3]

## Спектакли
- «Роберто Зукко» Кольтеса
- «Женитьба» Н. В. Гоголя
- «Энни из зелёных холмов»
- «Добрый человек из Сезуана» Бертольда Брехта
- «Не про говорённое»
- «Когда я умирала»

## Фильмография
- 2004 — Марс — Девушка с косой
- 2005 — Фарт — Вика
- 2006 — Остров — девушка
- 2006 — Единственному, до востребования — Виктория Поросёнкова
- 2006 — Лилии для Лилии — Виктория
- 2006 — В круге первом — Симочка
- 2007 — И всё-таки я люблю… — Зина
- 2007 — Лучшее время года — Катя
- 2007 — Важнее, чем любовь —  Виктория Поросенкова
- 2007 — Беглянки — Лизавета
- 2008 — Тихая семейная жизнь — Нюра
- 2008 — Розыгрыш — Вера Ивановна, учитель английского языка
- 2008 — Без вины виноватые — Аннушка
- 2009 — Лучшее время года — Катя
- 2009 — Индус — Катя
- 2010 — Брестская крепость — жена Кижеватова
- 2010 — Пятая группа крови — Елена
- 2011 — Суходол — Наталья
- 2012 — Небесные жёны луговых мари — Ошвика
- 2014 — Долгий путь домой  — Наташа
- 2016 — Опять замуж — Анна Ставропольская
- 2017 — Доктор Рихтер (1-й сезон, 16-я серия)  — Лилия, мама Кирилла
- 2018 — Триггер — Алина
- 2018 — Облепиховое лето — Нина, актриса
- 2019 — Это не навсегда
- 2019 — Ваня
- 2019 — Проба
- 2022 — Нереалити — Полина, секретарь Андрея Сергеевича

## Озвучивание
- «В поисках Чехова» (читает текст)